# Casabianca (sommergibile)
Il Casabianca è stato un sommergibile della classe Redoutable in forza alla Marine nationale francese, così chiamato in onore di Luc-Julien-Joseph Casabianca.
È noto soprattutto per la sua fuga da Tolone nel novembre 1942, in cui sfuggì alle armate tedesche impiegate nell'Operazione Anton, l'occupazione della parte della Francia rimasta sotto il controllo del governo francese (Governo di Vichy) dopo l'armistizio del giugno 1940, che cercarono di requisire le unità della flotta francese. In seguito alla fuga, la nave e l'equipaggio combatterono con gli Alleati per il resto del conflitto.

## Le prime fasi della guerra
Durante la cosiddetta finta guerra, il Casabianca fu impegnato in una serie di crociere nel Mare del Nord al largo della Norvegia, contraddistinte dall'assenza di eventi rilevanti.
Con l'improvvisa caduta della Francia e con l'armistizio, il sottomarino nel 1941 fu ufficialmente disarmato.
Il suo nuovo capitano, Capitaine de Vaisseau Jean L'Herminier, riuscì tuttavia a ripristinare, con mezzi illegali, il complemento del sottomarino e a caricarvi 85m³ di carburante.
Quando il 27 novembre 1942 le SS entrarono nel porto di Tolone per requisire la flotta francese all'ancora, i capitani delle navi di superficie procedettero all'autoaffondamento al fine di impedire la cattura di navi operative limitando lo spargimento di sangue, mentre i sommergibili presenti nel porto tentarono la fuga verso gli approdi in mano agli alleati.
Il Casabianca riuscì a uscire dal porto sotto il tiro nemico e ad immergersi, dirigendosi poi verso Algeri dove affiorò senza preavviso di fronte ad uno schieramento di navi di pattuglia britanniche. Il capitano consegnò la nave agli alleati, seguito nei giorni successivi da altri due sommergibili, il Marsouin e il Glorieux.

## Al servizio dei servizi segreti

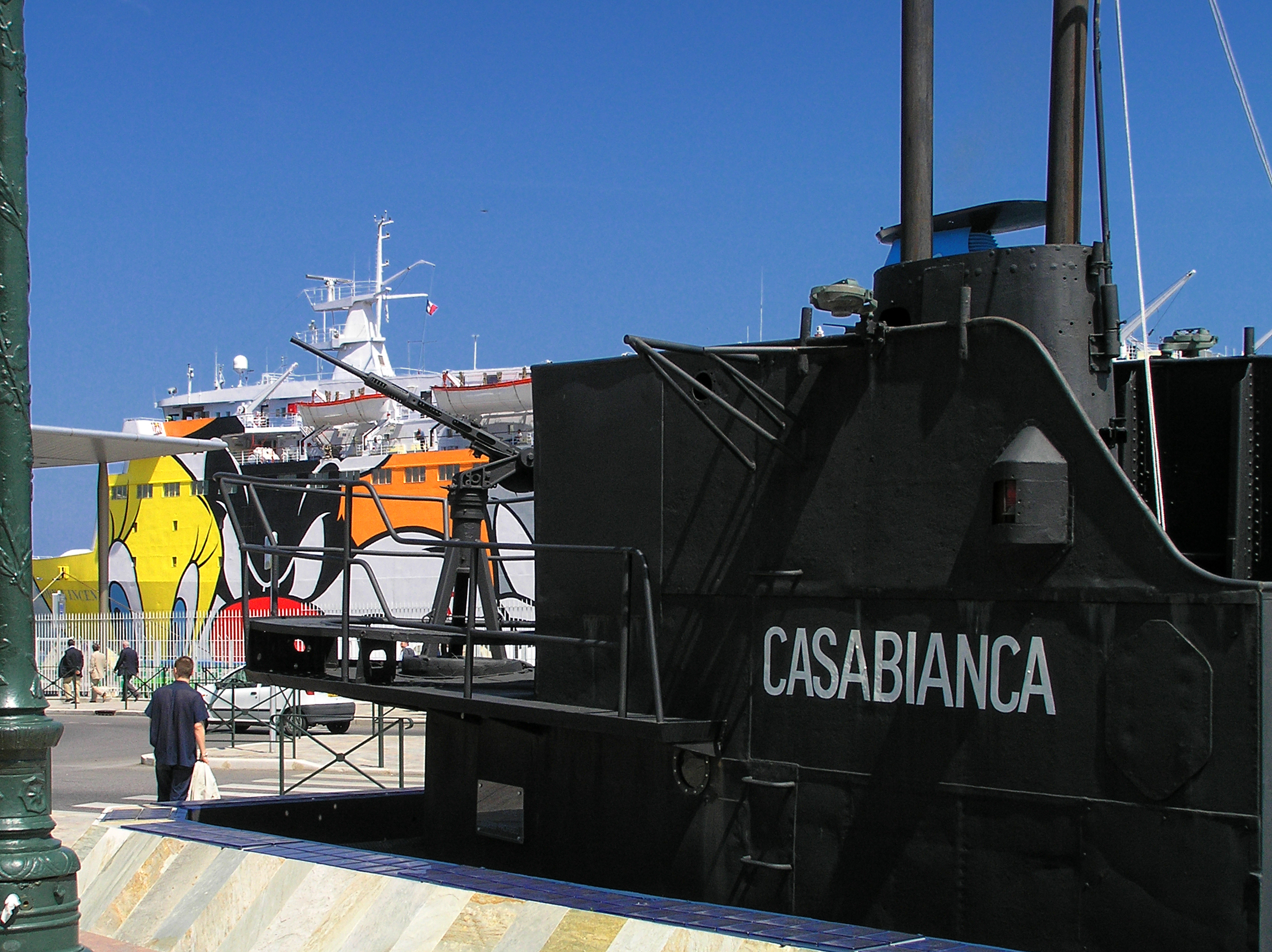
La torretta del Casabianca esposta a Bastia

Dal dicembre 1942 al 1944, il Casabianca operò al servizio dell'intelligence alleata, sbarcando personale, equipaggiamento radio, munizioni e armi nelle regioni della Corsica e della Provenza. Il materiale era destinato ai partigiani Maquis.
L'elusività del Casabianca gli guadagnò presso le truppe tedesche il soprannome di "Sottomarino Fantasma".
Il parlamentare inglese Keith Monin Stainton servì come ufficiale di collegamento a bordo del sottomarino nel 1943, col grado di luogotenente della Royal Navy.
Nella sua ultima missione, il sommergibile trasportò un centinaio di uomini delle forze speciali sulla spiaggia di Arone, nei pressi di Piana, in Corsica. Il luogo è ricordato con un monumento.

## Dopo la guerra
Dopo la liberazione della Corsica, il Casabianca venne usato come nave di pattuglia. Nel 1944 venne colpito per errore dal fuoco amico di un aereo antisommergibile britannico, e dovette essere portato a Filadelfia per riparazioni fino al marzo 1945.
Il sommergibile venne radiato nel 1952, ormai obsoleto, e demolito nel 1956: La torretta è stata preservata, e dal 2004 è esposta nella piazza principale di Bastia, a poca distanza dal porto.
Un sottomarino nucleare francese di classe Rubis è stato chiamato Casabianca (S 603) in onore di questo vascello e l'ultimo sottomarino della classe Suffren porterà il nome Casabianca.

## Risultati operativi
Durante il servizio, il Casabianca ha accumulato i seguenti risultati:
- una nave da guerra affondata tramite siluri
- una nave da guerra affondata con cannoneggiamento
- un vascello mercantile colpito da siluri
- sette missioni segrete
- Partecipazione alla liberazione della Corsica

Le imprese del sottomarino sono state ispirazione per il film del 1951 Casabianca, con Pierre Dudan e Jean Vilar.
Il Casabianca compare anche nel romanzo del 2007 The Double Agents, il quinto libro della serie Men At War di W.E.B. Griffin.